# Hydroeciodes lepida
Hydroeciodes lepida là một loài bướm đêm trong họ Noctuidae.